# Лу Ролс
Луис (Лу) Алън Ролс (на английски: Louis Allen „Lou“ Rawls) е американски музикант, озвучител на роли, автор на песни и музикален продуцент.
Познат е с кадифения си вокален стил: веднъж Франк Синатра казва, че Ролс притежава „най-класното пеене и най-копринените ноти в играта пеене“. Ролс има повече от 60 албуми, продал е над 40 млн. бройки от записите си, и много от синглите му попадат в класациите, главно песента You'll Never Find Another Love Like Mine. Той работи като актьор в телевизията, киното и озвучителните роли, и е известен с често използваната от него фраза Yeah, buddy! ('Да бе, приятел!'). Ролс е носител на 3 награди Грами, всяка от тях за „Най-добро мъжко ритъм енд блус изпълнение.“
|  | Тази страница частично или изцяло представлява превод на страницата Lou Rawls в Уикипедия на английски. Оригиналният текст, както и този превод, са защитени от Лиценза „Криейтив Комънс – Признание – Споделяне на споделеното“, а за съдържание, създадено преди юни 2009 година – от Лиценза за свободна документация на ГНУ. Прегледайте историята на редакциите на оригиналната страница, както и на преводната страница, за да видите списъка на съавторите. ВАЖНО: Този шаблон се отнася единствено до авторските права върху съдържанието на статията. Добавянето му не отменя изискването да се посочват конкретни източници на твърденията, които да бъдат благонадеждни. |